# Азовский переулок (Санкт-Петербург)
Азо́вский переу́лок — переулок в Адмиралтейском районе Санкт-Петербурга. Проходит от Адмиралтейской набережной до Черноморского переулка.

## История названия
Название Азовский переулок получил 16 апреля 1887 года в честь города Азова, в ряду других близлежащих переулков, названных по географическим объектам Черноморской губернии.
С 1 мая 2016 года в Азовском переулке введено одностороннее движение от Адмиралтейской набережной к Черноморскому переулку.

## Пересечения
- Адмиралтейская набережная
- Черноморский переулок

## Достопримечательности
- Главное Адмиралтейство
- Дом № 1 (Адмиралтейская наб., 8 / Черноморский пер., 5) — Дворец Великого князя Михаила Михайловича.
- Дом № 2 (Адмиралтейская наб., 6 / Черноморский пер., 3) — дом Т. В. Макаровой, арх. А. Х. Кольб, 1879—1880 гг.[3]